# Klasztor dominikanów w Ołomuńcu
Klasztor dominikanów (słow. dominikánský klášter) – klasztor zgromadzenia zakonnego dominikanów w Ołomuńcu na Morawach, w Czechach.

## Położenie
Klasztor wznosi się w północno-zachodniej części starego miasta, w narożniku dzisiejszych ulic Studenckiej (Studenstská ul.) i Słowackiej (Slovenská ul.), przylegając od północy do kościoła Niepokalanego Poczęcia Marii Panny. Wzniesiono go wraz z w przylegającym kościołem poza obwodem średniowiecznych murów obronnych Ołomuńca, w miejscu zwanym Na Bělidlech (na łąkach wykorzystywanych wcześniej do bielenia płótna). Już jednak w roku 1525 został objęty (wraz z kościołem) nowymi fortyfikacjami miejskimi.

## Historia
Klasztor powstał pierwotnie jako siedziba zgromadzenia franciszkanów (bernardynów). Erygowano go z inicjatywy charyzmatycznego kaznodziei i minoryckiego wikariusza generalnego Jana Kapistrana w roku 1454. Ołomuniec stał się w tym czasie punktem oparcia dla podróży misyjnych Kapistrana po ziemiach czeskich i polskich. Kaznodzeja przebywał w mieście dwukrotnie, w latach 1451 i 1454. Jego kazania, w których potępiał ruch husycki i czeskich utrakwistów (pomimo prohusyckiego stanowiska króla Czech Jerzego z Podiebradów) oraz wzywał wiernych do rozprawy z Żydami, znalazły tu szeroki odzew. Po likwidacji zgromadzenia franciszkańskiego w 1782 r. (w ramach tzw. reform józefińskich) w 1785 r. osiedli tu dominikanie.

## Architektura
Zabudowania klasztoru, pierwotnie późnogotyckie, skupione wokół prostokątnego dziedzińca, zostały gruntownie przebudowane w 1743 r. w stylu barokowym. Nadbudowa poddasza pochodzi z 1930 r. Z wyposażenia zachowała się częściowo późnogotycka droga krzyżowa z pierwotnymi sklepieniami; pozostała część ambitu była na nowo przesklepiona w okresie renesansu. W latach 20. XX w. klasztor był remontowany. W latach komunistycznej Czechosłowacji w zabudowaniach mieściła się szkoła muzyczna. Obecnie ponownie w rękach dominikanów, posługujących również w kościele św. Michała.
Bibliografia
- Olomouc. Turistický průvodce. Ediční rada Městského národního výboru v Olomouci, Olomouc 1974.